# Vesperus joanivivesi
Vesperus joanivivesi es una especie de insecto coleóptero de la familia Vesperidae. Estos longicornios se distribuyen por el noroeste de la España peninsular.
V. joanivivesi mide entre 12 y 24 mm, estando activos los adultos entre mayo y septiembre.